# Вотер, Нордин
Нордин Вотер (нидерл. Nordin Wooter; род. 24 августа 1976 года, Бреда) — нидерландский футболист суринамского происхождения, правый полузащитник. Играл за «Аякс» в нидерландском чемпионате и за «Сарагосу» в испанской Ла Лиге. В 1999 году футболист перешёл в «Уотфорд»: клуб заплатил за полузащитника £950000 — рекордную на тот момент сумму для «Уотфорда». Дебютировал Вотер за «Уотфорд» в матче против «Челси»; тогда клуб Вотера выиграл 1:0. Всего за английский клуб Вотер забил три мяча (в матчах против «Лестер Сити», «Норвич Сити» и «Уимблдона»).
Также Вотер играл за молодёжные сборные Нидерландов до 19 и до 21 года. Также Вотер принимал участие в чемпионате мира среди молодёжных команд 1995.

## Достижения
- Обладатель Суперкубка Нидерландов: 1994, 1995
- Чемпион Нидерландов: 1994/1995, 1995/1996
- Победитель Лиги чемпионов: 1994/1995
- Обладатель Суперкубка УЕФА: 1995
- Обладатель Межконтинентального кубка: 1995